# Anselmus van Canterbury
Anselmus (Aosta, 1033 – Canterbury, 21 april 1109) was een in Italië geboren filosoof, theoloog en benedictijner monnik. Hij werd de tweede Normandische aartsbisschop van Canterbury en verwierf onder meer bekendheid met zijn zogenaamd ontologisch godsbewijs. Hij wordt beschouwd als de grondlegger van de scholastiek. Paus Alexander VI verklaarde Anselmus in 1494 heilig en in 1720 plaatste Clemens XI hem onder de kerkleraren.

## Levensloop

### Jeugdjaren
Anselmus werd rond 1033 geboren in of in de buurt van Aosta in het Koninkrijk Arles (heden ten dage de hoofdstad van de Noord-Italiaanse regio Aostadal). Zijn familie was verwant aan het Huis van Savoye en had aanzienlijke bezittingen. Zijn ouders waren beiden afkomstig uit een adellijk geslacht. Zij hadden een aantal leengoederen binnen het Bourgondische rijk in bezit. Zijn vader, Gundulf, was van geboorte een Lombard. Zijn moeder was verwant aan Otto van Savoye.
Toen hij vijftien jaar was wilde Anselmus in een klooster intreden. Zijn vader stond dit niet toe en daarom weigerde de abt hem. Zijn vader had een politieke en militaire loopbaan voor zijn eerstgeboren zoon in gedachten. Deze teleurstelling bezorgde Anselmus een blijkbaar psychosomatische ziekte. Na herstel gaf hij zijn studie op en leefde hij een zorgeloos leven. Tijdens deze periode stierf zijn moeder.
In 1056 verliet Anselmus zijn ouderlijk huis. Hij trok de Alpen over en zwierf drie jaar door Bourgondië en Frankrijk. Aangetrokken door de roem van zijn landgenoot Lanfranc van Bec (op dat moment prior van de benedictijnse Abdij van Bec), bereikte Anselmus in 1059 Normandië. Na nog enige tijd in Avranches te hebben doorgebracht trad hij het volgende jaar op zevenentwintigjarige leeftijd als novice in deze abdij in. Zo onderwierp hij zich aan de regel van Sint-Benedictus, die zijn denken in het volgende decennium nieuwe vorm zou geven.

### De jaren in Bec
In 1063 werd Lanfranc van Pavia tot abt in Caen benoemd. Anselmus werd tot prior van de abdij van Bec verkozen. Anselmus zou deze functie vijftien jaar uitoefenen totdat hij na de dood van Herluin, de stichter van de abdij van Bec, in 1078 tot diens opvolger werd benoemd. Hij werd op 22 februari 1079 door de bisschop van Evreux gewijd. Deze wijding was wat gehaast, want op dat moment zat het aartsbisdom van Rouen (waaronder de abdij van Bec viel) zonder bisschop (sede vacante). Was Anselmus gewijd door de aartsbisschop van Rouen, dan zou hij onder druk hebben gestaan om hem gehoorzaamheid te betuigen, wat de onafhankelijkheid van de abdij van Bec in het gedrang zou hebben gebracht.
Onder leiding van Anselmus werd Bec de belangrijkste zetel van geleerdheid in Europa en trok studenten uit Frankrijk, Italië en elders aan. Dit gebeurde ofschoon studie en wetenschappelijk onderzoek van secundair belang waren in het kloosterleven van die tijd. Het was in zijn tijd in Bec dat Anselmus zijn eerste filosofische werken de Monologion (1076) en de Proslogion (1077-8) schreef. Deze werken werden gevolgd door de De dialogen over waarheid, Vrije wil en de Val van de duivel. Anselmus deed zijn best het klooster vrij te houden van de overheersing door leken en de aartsbisschop. Nadat hij abt was geworden spande Anselmus zich in om Bex' onafhankelijkheid van Robert van Beaumont, 1e graaf van Leicester en de aartsbisschop van Rouen te verzekeren.
Af en toe bezocht Anselmus Engeland om daar de eigendommen van de abdij van Bec te inspecteren. Hij bezocht dan ook Lanfranc, die in 1070 als aartsbisschop van Canterbury was geïnstalleerd. Lanfranc zou dat tot zijn dood in 1089 blijven. Anselmus maakte in Engeland een goede indruk. Hij werd er gezien als de natuurlijke opvolger van Lanfranc als aartsbisschop van Canterbury.

### Aartsbisschop van Canterbury
Hij volgde in 1089 Lanfranc van Bec op als aartsbisschop van Canterbury en raakte betrokken in de investituurstrijd. Gesteund door de paus verzette hij zich tegen de inmenging door de politieke overheden. Hij kwam eerst in conflict met koning Willem II en later met diens opvolger Hendrik I. Door die laatste werd Anselmus in 1103 zelfs verbannen. Nadat Hendrik I afzag van zijn aanspraken op kerkelijke benoemingen en belastingen op kerkelijke bezittingen keerde Anselmus terug naar Canterbury in 1106. Ook is zijn verzet tegen de gedachten van Roscellinus van Compiègne van belang.

## Filosofie en theologie
Net zoals Augustinus voor hem, hing Anselmus in zijn metafysica een christelijk geïnspireerd platonisme aan. Belangrijke punten uit Anselmus' theologie en filosofie zijn:
- Anselmus zag geen tegenstelling tussen geloven en wijsgerig kennen: "Het geloof zoekt naar redelijk inzicht" (fides quaerens intellectum).
- Het verstand moet in dienst staan van de openbaring.
- Alleen de gelovige kent de werkelijkheid.
- Anselmus trachtte zonder Bijbelse gegevens te bewijzen dat God bestaat als het hoogste goed en het hoogste zijn.
- Met Bijbelse gegevens trachtte hij aan te tonen waarom God mens werd (Cur Deus homo): de menselijke schuld was te groot dat een mens er de boete voor zou kunnen dragen. De schuld werd gedragen door Gods Zoon (Christus), die de relatie met de mens herstelde.

Het ernstig nemen van de zonde laat zien dat hij met het werk van Augustinus vertrouwd was.

## Godsbewijs
Anselmus van Canterbury was de eerste die een logisch bewijs van het bestaan van God formuleerde. Dit zogeheten ontologisch godsbewijs laat zich als volgt samenvatten:
- God is, per definitie, het volmaaktste wezen dat denkbaar is. In Proslogion, hoofdstukken 2-4, wordt dit in 2 varianten verwoord: God is 'iets, groter dan hetwelk niets gedacht kan worden' (aliquid quo nihil maius cogitari possit/potest/non valet) en God is 'datgene, groter dan hetwelk niets gedacht kan worden' (id quo maius cogitari nequit/non potest).
- Het is beter te bestaan dan niet te bestaan, dus iets wat niet bestaat kan nooit volmaakt zijn.
- Een niet bestaande God is minder volmaakt dan een bestaande.
- Dus moet God bestaan.

Dit bewijs werd in de twintigste eeuw geformaliseerd met behulp van de modale logica door Kurt Gödel.

## Belangrijkste werken
- Proslogion
- Monologion
- Cur Deus Homo
- De Grammatico
- De Veritate
- De Libertate Arbitrii
- De Casu Diaboli
- De Incarnatione Verbi
- De Conceptu Virginali
- De Concordia

## Werken vertaald naar het Nederlands
- Proslogion gevolgd door de discussie met Gaunilo, ingeleid, vertaald en geannoteerd door dr. Carlos Steel (Baarn 1981).
- Over waarheid, ingeleid, vertaald en geannoteerd door Arjo Vanderjagt (Kampen 1990).
- Over keuzevrijheid, ingeleid, vertaald en geannoteerd door Arjo Vanderjagt (Kampen 1997).
- Over de val van de duivel, ingeleid, vertaald en geannoteerd door Arjo Vanderjagt (Kampen 2002).
- Over de menschwording Gods , ingeleid, vertaald en geannoteerd door P.C. IJsseling (Nijkerk 1908).[11]

## Invloed
Zijn verzoeningsleer kreeg grote invloed, ook later in de reformatorische theologie. In de 20e eeuw verzorgde Dom F. Schmitt een moderne uitgave van Anselmus' werken. De beroemde Engelse historicus Sir Richard William Southern (1912-2001) wijdde verschillende studies aan Anselmus.

## Voetnoten
1. 1 2 3  (en)  Walsh, Michael, ed . Butler's Lives of the Saints(HarperCollins Publishers: New York, 1991), blz. 117
2. 1 2  (en)  Charlesworth, M.J., vertaald en red. St. Anselm's Proslogion (University of Notre Dame Press: Notre Dame, 2003), blz. 9
3. ↑  (en)  R. Southern St. Anselm: Portrait in a Landschap. (Cambridge University Press: 1992), blz. 8. St. Anselm: A Portrait in a Landscape - Richard W. Southern - Google Books. Gearchiveerd op 5 januari 2016.
4. ↑  (en)  R. Southern. St. Anselm: Portrait in a Landscape. (Cambridge University Press: 1992), blz. 32.
5. ↑  Charlesworth, M.J., vertaald en red. St. Anselm's Proslogion (University of Notre Dame Press: Notre Dame, 2003), blz. 10
6. ↑  (en)  Vaughn, Sally. "St Anselm of Canterbury: the philosopher-saint as politician." Journal of Medieval History. 1 (1975), 279-306: 282.
7. ↑  Charlesworth, M.J., vertaald. en red. St. Anselm's Proslogion (University of Notre Dame Press: Notre Dame, 2003)..., blz. 15
8. ↑  Charlesworth, M.J., vertaald en red. St. Anselm's Proslogion(University of Notre Dame Press: Notre Dame, 2003), blz. 13
9. ↑  Vaughn, Sally. "St Anselm of Canterbury: the philosopher-saint as politician." Journal of Medieval History. 1 (1975), 279-306: 281.
10. ↑  Charlesworth, M.J., vertaal en red. St. Anselm's Proslogion. (University of Notre Dame Press: Notre Dame, 2003), blz. 16
11. ↑  Heruitgeven onder de titel Waarom God mens werd (1952) als onderdeel van de reeks Klassieken der Kerk . Gearchiveerd op 24 oktober 2021.

- Bibsys: 90116663
- Biblioteca Nacional de España: XX1033045
- Bibliothèque nationale de France: cb11888917g (data)
- Catàleg d'autoritats de noms i títols de Catalunya: 981058521685206706
- CiNii: DA01171042
- Gemeinsame Normdatei: 118503278
- International Standard Name Identifier: 0000 0001 2145 1191
- Library of Congress Control Number: n50024763
- Nationale Bibliotheek van Letland: 000137894
- MusicBrainz: 7a2f850d-34d3-4c98-9239-7a852320671c
- Bibliotheek van het Japanse parlement: 00431573
- Nationale Bibliotheek van Tsjechië: jn19990000204
- Nationale bibliotheek van Australië: 35007269
- Nationale Bibliotheek van Israël: 987007257596605171
- Nationale Bibliotheek van Polen: a0000001187448
- Nationale en Universitaire bibliotheek Zagreb: 000048773
- Nederlandse Thesaurus van Auteursnamen: 069230706
- Réseau des bibliothèques de Suisse occidentale: 02-A000008048
- Istituto Centrale per il Catalogo Unico: CFIV076848
- LIBRIS: 36160
- SNAC: w6320c2w
- Système universitaire de documentation: 026687836
- Trove: 787463
- Virtual International Authority File: 100187025
- WorldCat: E39PCjqYbGQBxdfVFyh7hFVt8C

Zie ook: Oosterse filosofie · Antieke filosofie · Moderne filosofie · Postmoderne filosofie · Portaal filosofie
Albertus de Grote · Alfonsus van Liguori · Ambrosius van Milaan · Anselmus van Canterbury · Antonius van Padua · Athanasius van Alexandrië · Augustinus van Hippo · Basilius de Grote · Beda Venerabilis · Bernardus van Clairvaux · Bonaventura van Bagnoregio · Catharina van Siena · Cyrillus van Alexandrië · Cyrillus van Jeruzalem · Efrem de Syriër · Franciscus van Sales · Gregorius de Grote · Gregorius van Narek · Gregorius van Nazianze · Hiëronymus van Stridon · Hilarius van Poitiers · Hildegard van Bingen · Ireneüs van Lyon · Isidorus van Sevilla · Johannes Chrysostomus · Johannes Damascenus · Johannes van het Kruis · Laurentius van Brindisi · Leo de Grote · Petrus Canisius · Petrus Chrysologus · Petrus Damiani · Robertus Bellarminus · Theresia van Ávila · Theresia van Lisieux · Thomas van Aquino